# Xunhua

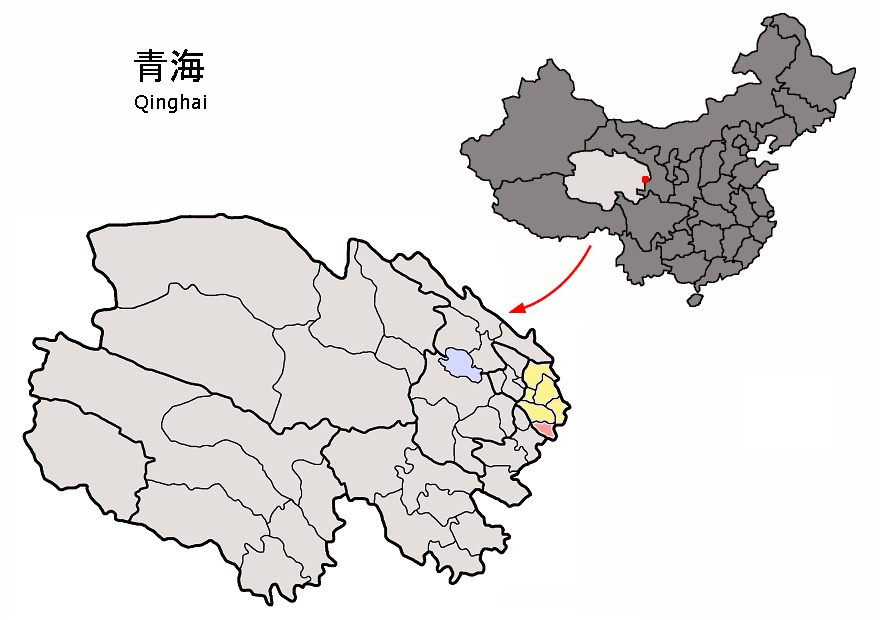
Lage des Autonomen Kreises Xunhua der Salar (rosa) im Regierungsbezirk Haidong (gelb)

Der Autonome Kreis Xunhua der Salar (chinesisch 循化撒拉族自治县, Pinyin Xúnhuà Sǎlāzú Zìzhìxiàn) liegt im Südosten des Regierungsbezirks Haidong der chinesischen Provinz Qinghai, etwa 35,5° nördliche Breite, 102,3° östliche Länge. Der Kreis hat eine Fläche von etwas über 1.815 km² und etwa 134.260 Einwohner (Stand: Zensus 2020). Im Osten grenzt er an die Provinz Gansu, im Süden und Westen an den Autonomen Bezirk Huangnan der Tibeter.

## Geschichte
Im Landkreis Xunhua befindet sich die bronzezeitliche Nekropole Suzhi (vereinfachtes Chinesisch:苏志墓地; traditionelles Chinesisch :蘇志墓地; Pinyin: Sūzhì Mùdì) der Kayue-Kultur.

## Geographie
Der Autonome Kreis Xunhua Salar liegt durchschnittlich 2.300 Meter (7.500 Fuß) über dem Meeresspiegel. Der Gelbe Fluss fließt über 90 Kilometer durch den autonomen Kreis.

## Administrative Gliederung
Der Autonome Kreis Xunhua setzt sich aus einer Großgemeinde, fünf Gemeinden und vier Nationalitätengemeinden zusammen:
- Großgemeinde Jishi (积石镇), im Norden von Xunhua, 128 km², ca. 24.000 Einwohner, setzt sich aus 17 Dorfkomitees (村委会) zusammen;
- Gemeinde Jiezi (街子乡), im Norden von Xunhua, 62,1 km², ca. 15.000 Einwohner, setzt sich aus 19 Dorfkomitees zusammen;
- Gemeinde Qingshui (清水乡), im Nordosten von Xunhua, 159 km², ca. 8.000 Einwohner, setzt sich aus zwölf Dorfkomitees zusammen;
- Gemeinde Mengda (孟达乡), im Nordosten von Xunhua, 118 km², ca. 3.000 Einwohner, setzt sich aus fünf Dorfkomitees zusammen;
- Gemeinde Baizhuang (白庄乡), im Osten von Xunhua, 154,3 km², ca. 18.000 Einwohner, setzt sich aus 27 Dorfkomitees zusammen;
- Gemeinde Qagan Dos (查汗都斯乡), im Westen von Xunhua, 69,3 km², ca. 12.000 Einwohner, setzt sich aus 16 Dorfkomitees zusammen;
- Tibetische Gemeinde Bêmdo (文都藏族乡), im Westen von Xunhua, 218 km², ca. 8.000 Einwohner, setzt sich aus 16 Dorfkomitees zusammen;
- Tibetische Gemeinde Garing (尕楞藏族乡), im Südwesten von Xunhua, 226 km², ca. 5.000 Einwohner, setzt sich aus elf Dorfkomitees zusammen;
- Tibetische Gemeinde Gangca (岗察藏族乡), im Südwesten von Xunhua, 402,5 km², ca. 2.000 Einwohner, setzt sich aus drei Hirtenkomitees (牧委会) zusammen;
- Tibetische Gemeinde Dobi (道帏藏族乡), im Südosten von Xunhua, 562,9 km², ca. 12.000 Einwohner, setzt sich aus 27 Dorfkomitees zusammen.

## Ethnische Gliederung der Bevölkerung Xunhuas (2000)
Beim Zensus im Jahr 2000 wurden in Xunhua 104.452 Einwohner gezählt (Bevölkerungsdichte 49,74 Einwohner/km²).
| Name des Volkes | Einwohner | Anteil  |
| --------------- | --------- | ------- |
| Salar           | 63.859    | 61,14 % |
| Tibeter         | 25.783    | 24,68 % |
| Hui             | 8.155     | 7,81 %  |
| Han             | 6.217     | 5,95 %  |
| Tu              | 134       | 0,13 %  |
| Dongxiang       | 116       | 0,11 %  |
| Mongolen        | 39        | 0,04 %  |
| Qiang           | 35        | 0,03 %  |
| Bonan           | 22        | 0,02 %  |
| Blang           | 18        | 0,02 %  |
| Bouyei          | 12        | 0,01 %  |
| Sonstige        | 62        | 0,06 %  |